# Karl Anton Lang
Karl Anton Lang (* 4. November 1815 in Vilsbiburg; † 10. April 1890 in Kelheim) war Gutsbesitzer und Mitglied des Deutschen Reichstags.
Er wurde 1874 in dem Wahlkreis Niederbayern 6 (Kelheim) für das Zentrum in den Deutschen Reichstag gewählt, dem er bis 1887 angehörte. Von 1875 bis 1886 war er Mitglied der bayerischen Abgeordnetenkammer für die Wahlkreise Rottenburg an der Laaber und Kelheim.